# Hverir

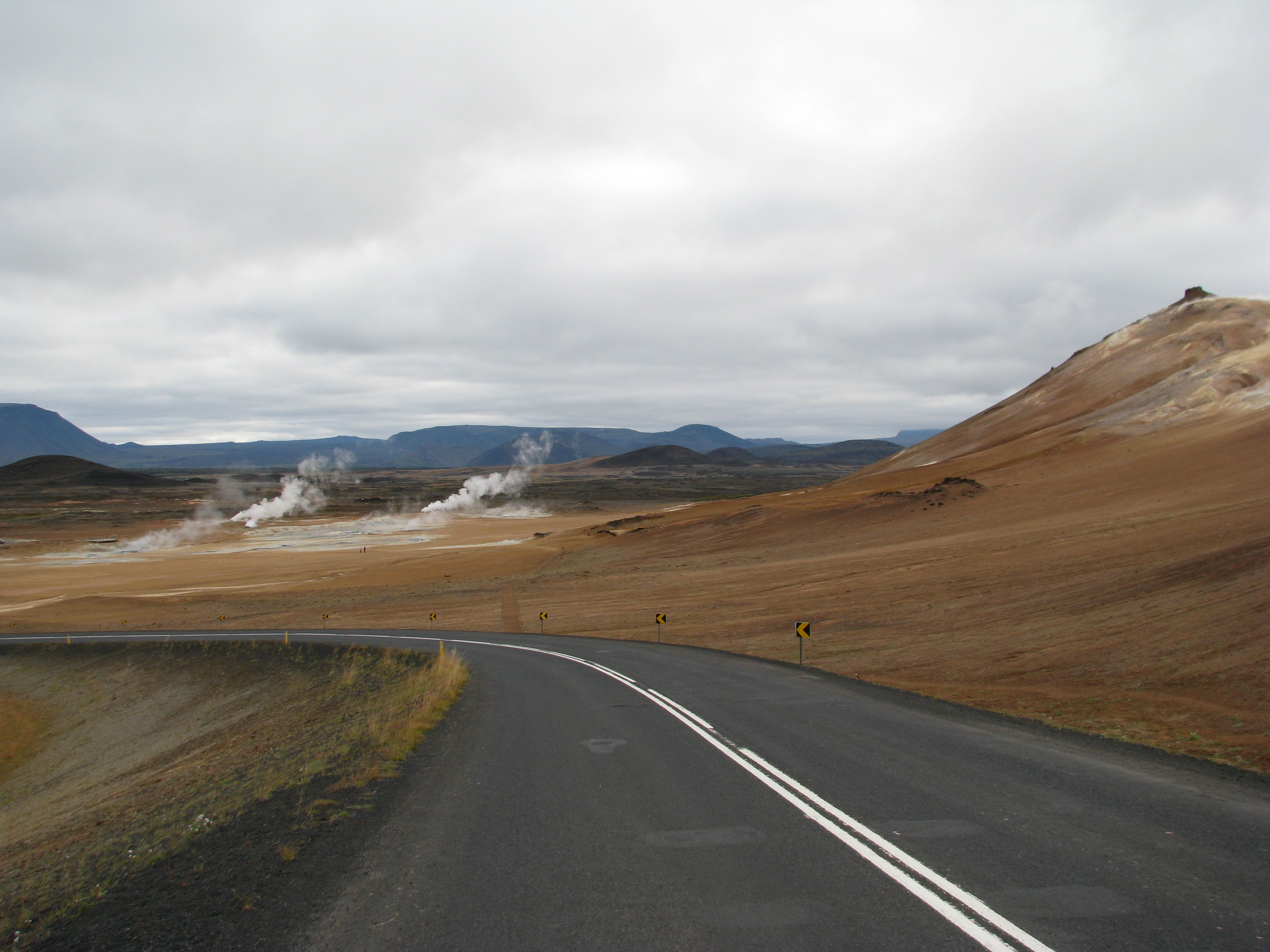
Hverir aan de ringweg, rechts de Námafjall.

Hverir is een gebied met hete bronnen in het noorden van IJsland. Hverir betekent in het IJslands dan ook hete bronnen. Het ligt even oostelijk van het Mývatn meer ongeveer 6 kilometer ten zuiden van het Krafla gebied vlak bij de bergpas Námaskarð. Het pastelkleurige gebied is een van de grootste solfatarenvelden van IJsland. Het ligt daar bezaaid met stoompluimen, solfataren, fumarolen en kokende modderpotten van diverse afmetingen. Een klim naar de met zwavel bedekte top van de Námafjall berg (432 meter) levert een panoramisch vergezicht op. Hverir ligt direct naast de ringweg van IJsland en is gemakkelijk bereikbaar.